# Lee Jin-hyun
Lee Jin-hyun (* 26. August 1997 in Pohang) ist ein südkoreanischer Fußballspieler.

## Karriere

### Verein
Lee wechselte von der Pocheol Highschool. in den Nachwuchs der Pohang Steelers und später auf die Sungkyunkwan-Universität. Im August 2017 wurde er von seinem Stammklub Pohang Steelers an den österreichischen Bundesligisten FK Austria Wien verliehen. Sein Debüt in der Bundesliga gab er im selben Monat, als er am sechsten Spieltag gegen den FC Admira Wacker Mödling in der Startelf stand. Bei jenem 3:1-Sieg erzielte er den Treffer zum zwischenzeitlichen 3:0 und wurde in der 89. Minute durch Petar Gluhakovic ersetzt.
Nach seiner Rückkehr zu Pohang debütierte er im Juli 2018 in der K League 1, als er gegen den Gyeongnam FC in der Startelf stand. Im selben Monat erzielte er bei einem 3:1-Sieg gegen die Jeonnam Dragons seinen ersten Treffer in der höchsten südkoreanischen Spielklasse. Zwei Jahre später ging Lee für eine Spielzeit zum Ligarivalen Daegu FC und von 2021 bis 2023 war er für den Zweitligisten Daejeon Hana Citizen FC. Im Februar 2024 wagte er dann zum zweiten Mal den Sprung nach Europa und schloss sich dem polnischen Erstligisten Puszcza Niepołomice an.

### Nationalmannschaft
Von 2015 bis 2018 absolvierte Lee 19 Partien für diverse südkoreanische Jugendnationalmannschaften und gewann dabei mit der U-23-Auswahl die Asienspiele 2018. Außerdem bestritt er mit der U-20 die Weltmeisterschaft 2017, wo man als Gastgeberland im Achtelfinale an Portugal (1:3) scheiterte.
Am 17. November 2018 debütierte der damals 21-jährige Mittelfeldakteur im Freundschaftsspiel gegen Australien für die südkoreanische A-Nationalmannschaft. Beim 1:1-Unentschieden im Suncorp Stadium von Brisbane kam er in der 81. Minute für Lee Chung-yong auf das Spielfeld. Bis zu seiner letzten Nominierung im März 2021 folgten noch drei weitere Testspieleinsätze.

## Erfolge
U-23-Nationalmannschaft
- Sieger der Asienspiele: 2018